# Cantone di General Antonio Elizalde
Il Cantone di General Antonio Elizalde è un cantone dell'Ecuador che si trova nella Provincia del Guayas.
Il capoluogo del cantone è General Antonio Elizalde.